# KTM Adventure
La KTM Adventure è un modello di motocicletta prodotta dalla casa motociclistica austriaca KTM dal 2002.

## Adventure 950

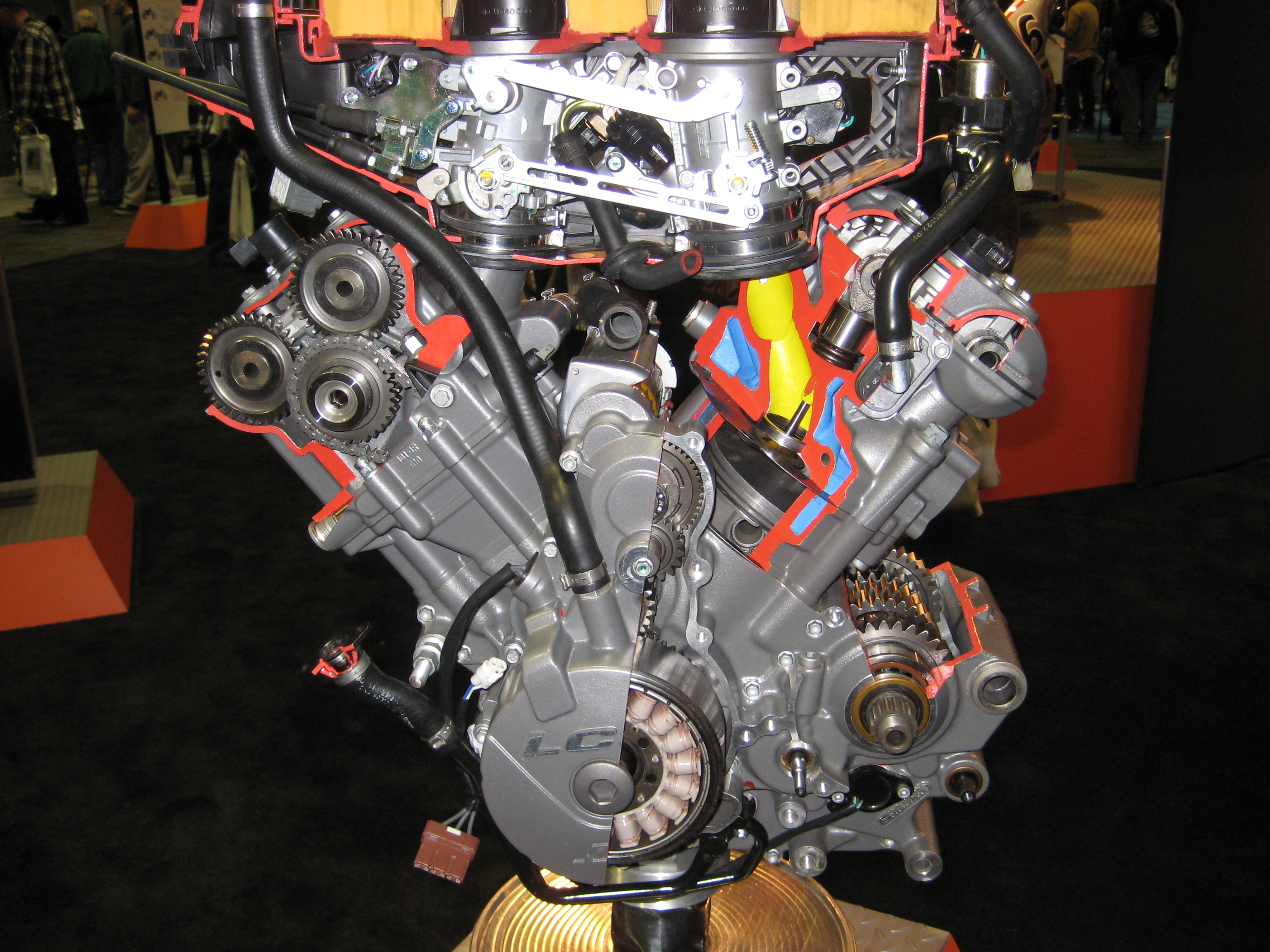
Motore LC8

Diretta discendente della 950 Rally con cui correva Fabrizio Meoni, la prima serie della Adventure venne messa in commercio nel 2002.
Monta lo stesso motore LC8 utilizzato nelle competizioni, debitamente rivisitato per un utilizzo plurimo, un 2 cilindri 4 tempi a V di 75° da 942 cm³ complessivi e ad avviamento elettrico. Il propulsore è in grado di sviluppare 98 CV all'albero x 9,69 Kgm di coppia massima (95 Nm), forte di un alesaggio da 100 mm. x 60 di corsa (ultra-superquadro).
Una coppia di evoluti carburatori Mikuni a depressione da 43 mm., sovrintende all'alimentazione dei due cilindri, che sono raffreddati a liquido e dispongono d'una distribuzione a 4 valvole (DOHC).
L'accensione è transistorizzata, ad anticipo variabile digitalizzato, con curva opzionale per l'utilizzo sicuro di benzine comprese tra 80 e 94 RON. Il cambio è a sei rapporti, con frizione multidisco a bagno d'olio a comando idraulico e trasmissione finale a catena (rapp. 17/42).
Il comparto sospensioni è affidato al marchio White Power, acquisito dalla stessa KTM, che consta di una forcella anteriore da 48 mm con piedi avanzati e a steli rovesciati, totalmente regolabile nell'idraulica, con escursione variabile tra 210 e 265 mm. in base al modello di adventure; posteriormente un mono ammortizzatore WP, parimenti regolabile al pari delle forcelle, s' infulcra a mezzo cuscinetti su di un forcellone d'alluminio di tipo classico (a doppio braccio).
Il telaio è del tipo a traliccio, costituito in tubi d'acciaio al CR-MO. Le adventure KTM sono equipaggiate di serie con coperture da entro-fuoristrada da 90/90x21 all'anteriore e 150/70x18 al posteriore. La frenata è assicurata da una coppia di dischi anteriori Brembo da 300 mm. ed uno da 240 mm. al retrotreno, tutti montati su pinze flottanti.
L'autonomia è elevata grazie alla capacità di 22 litri di benzina dei due serbatoi (uno per fiancata). Il peso a secco dichiarato della moto si aggira sui 206 kg, con altezze sella variabili tra gli 88 e 91,5 cm. da terra, in funzione della tipologia di modello e conseguente escursione delle sospensioni.

## Adventure 990

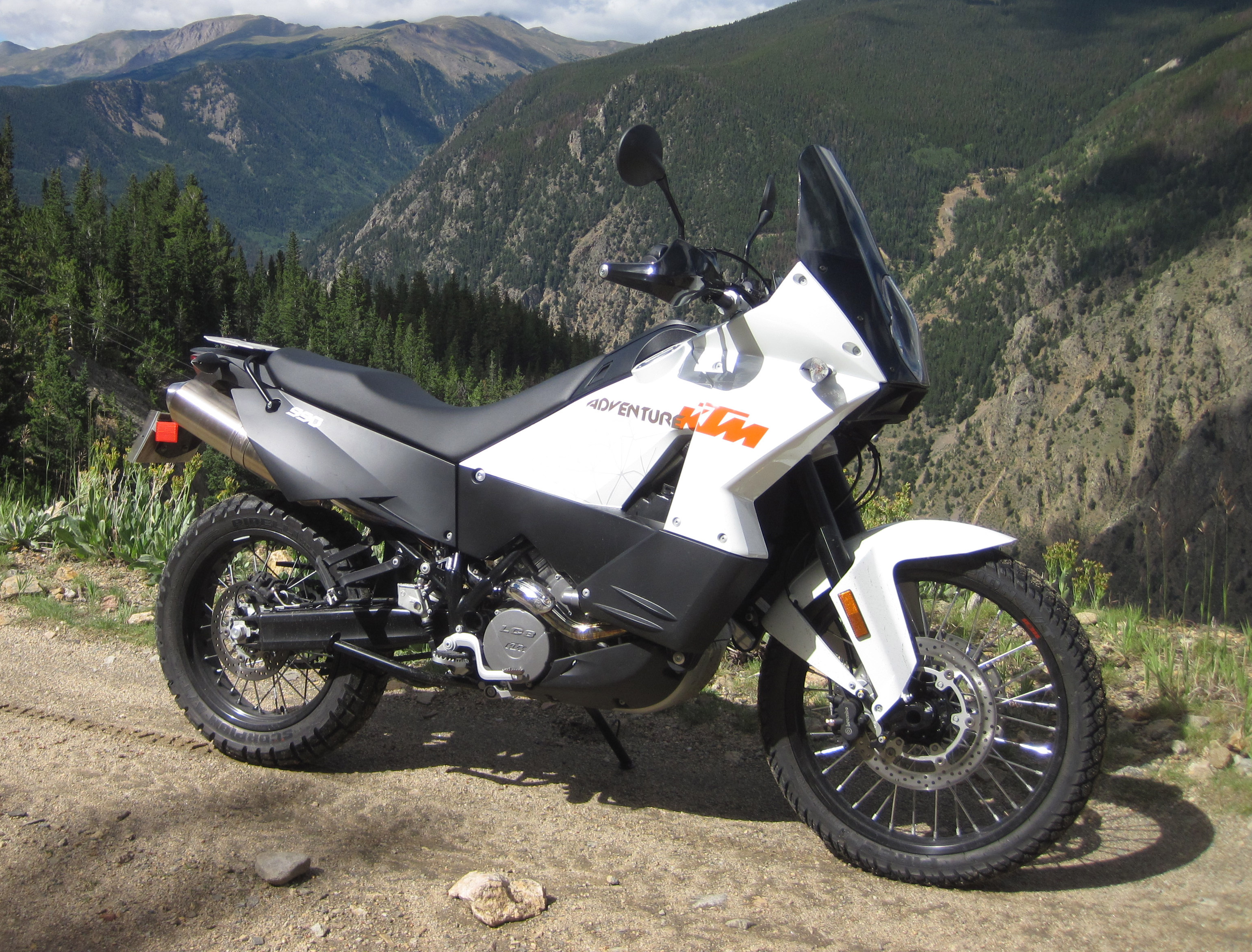
Adventure 990

Nata nel 2006 come erede della 950, mantiene il motore LC8 che cresce a 999 cm³, ma si differenzia per l'adozione dell'iniezione elettronica con una potenza che rimane invariata malgrado l'aumento di cilindrata e per l'adozione dell'ABS.
Nel 2009 subisce un restyling che coinvolge principalmente il motore ereditato dagli altri modelli della gamma KTM con una potenza che cresce a 106 e 115 CV. Anche la strumentazione viene aggiornata.

## Adventure 1190
È stata in produzione 2013 al 2016 nella versione Adventure S e Adventure R, con cilindrata ulteriormente aumentata sino a 1195 cm³ e potenza che giunge sino a 148 CV. Migliorati i controlli elettronici di serie: dispositivo MTC (piattaforma inerziale BOSCH), il controllo di trazione, motore con 4 mappature, sospensioni elettroniche con 4 regolazioni, precarico in 4 combinazioni passeggeri e bagagli, controllo della pressione pneumatici.
Nel catalogo KTM del 2015 la Adventure è presente anche nelle cilindrate 1.050 e 1.290 (Super Adventure) cm³.

## Super Adventure 1290
È in produzione dal 2015. Nel 2017 comincia la produzione e commercializzazione nella versione Super Adventure S, Super Adventure R mentre la versione 2015 e 2016 assume il nome di Super Adventure T che, comunque, dal 2018 esce dalla produzione. Super Adventure, con cilindrata ulteriormente aumentata sino a 1301 cm³ e potenza che giunge sino a 160 CV.
Nel catalogo KTM del 2017 la Adventure è presente anche nella cilindrata 1.150 cm³.

## Caratteristiche tecniche
| Dati                        | 950 Adventure        | 990 Adventure '06    | 990 Adventure '09       | 1190 Adventure       |
| --------------------------- | -------------------- | -------------------- | ----------------------- | -------------------- |
| Motore                      | 2 cilindri a V a 75º | 2 cilindri a V a 75º | 2 cilindri a V a 75º    | 2 cilindri a V a 75º |
| Cilindrata cm³              | 942                  | 999                  | 999                     | 1195                 |
| Distribuzione               | 4V DOHC              | 4V DOHC              | 4V DOHC                 | 4V DOHC              |
| Alesaggio x Corsa           | 100 x 60 mm          | 101 x 62,4 mm        | 101 x 62,4 mm           | 105 x 69 mm          |
| Potenza                     | 98cv @ 8500 giri     | 98cv @ 8500 giri     | 106 / 115cv @ 8500 giri | 150cv @ 9500 giri    |
| Rapporto di compressione    | 11,5:1               | 11,5:1               | 11,5:1                  | 11,5:1               |
| Avviamento                  | Elettrico            | Elettrico            | Elettrico               | Elettrico            |
| Cambio                      | a 6 rapporti         | a 6 rapporti         | a 6 rapporti            | a 6 rapporti         |
| Inclinazione canotto sterzo | 26.6°                | 26.6°                | 26.6°                   | 26°                  |
| Capacità carburante         | 22 litri             | 19.5 litri           | 19.5 litri              | 23 litri             |